# Йоганніскірхен
Йоганніскірхен (нім. Johanniskirchen) — громада в Німеччині, розташована в землі Баварія. Підпорядковується адміністративному округу Нижня Баварія. Входить до складу району Ротталь-Інн.
Площа — 40,57 км2. Населення становить 2506 ос. (станом на 31 грудня 2020).